# Oreobates discoidalis
Oreobates discoidalis är en groddjursart som först beskrevs av Mario Giacinto Peracca 1895.  Oreobates discoidalis ingår i släktet Oreobates och familjen Strabomantidae. IUCN kategoriserar arten globalt som livskraftig. Inga underarter finns listade i Catalogue of Life.